# Trofea myśliwskie na tle krajobrazu
Trofea myśliwskie na tle krajobrazu – obraz olejny eksponowany w Galerii Obrazów Pałacu Na Wyspie w Łazienkach Królewskich w Warszawie. Niezwykłe jest to, że dzieło nie wyszło spod pędzla jakiegoś konkretnego malarza ale zostało zestawione w Holandii z fragmentów dwóch różnych obrazów pochodzących z XVII lub pierwszej połowy XVIII wieku, które połączono płótnem scalającym. Dzięki temu stworzono martwą naturę z łowieckimi trofeami na tle krajobrazu: ubitym zającem przywiązanym do gałęzi drzewa i dwoma martwymi ptakami leżącymi na ziemi. 
Połączenia dokonano by uzyskać przedstawienie o tematyce i wymiarach odpowiadających obrazowi Trofea myśliwskie na tle niszy ściennej autorstwa Holendra Willema van Aelsta lub jego naśladowcy, odnotowanemu w roku 1783 w katalogu galerii króla Polski i wielkiego księcia litewskiego Stanisława Augusta. W efekcie dało to możliwość eksponowania tych obrazów jako pendantów  co było zgodne z modą panującą wówczas w dekoracji wnętrz.

## Opis
Podobrazie Trofeów myśliwskich na tle krajobrazu składa się z trzech kawałków płótna: górna część przedstawienia na płótnie (71 × 47,5 cm), dolna zrównana lewą krawędzią (36,5 × 45,5 cm) i płótno scalające. Każda z części jest autorstwa innego malarza i ma inną siatkę spękań, skład i kolor gruntu malarskiego (dwa fragmenty wewnętrzne – grunt bolusowy czerwony, fragment zewnętrzny – grunt bolusowy jasnoszary). Czynności te przeprowadzono przed wpisaniem obrazu do katalogu galerii ostatniego władcy Rzeczypospolitej, w którym figuruje on już z obecnymi wymiarami (122 × 84,9 cm), identycznymi jak wymiary Trofeów myśliwskich na tle niszy ściennej. 
Biorąc pod uwagę inne przykłady tworzenia pendantów znanych z kolekcji Stanisława Augusta, można założyć, że wzięto uszkodzone lub częściowo zachowane holenderskie obrazy o podobnej tematyce i ich fragmenty połączono płótnem o potrzebnej wielkości.